# Romboutswerve

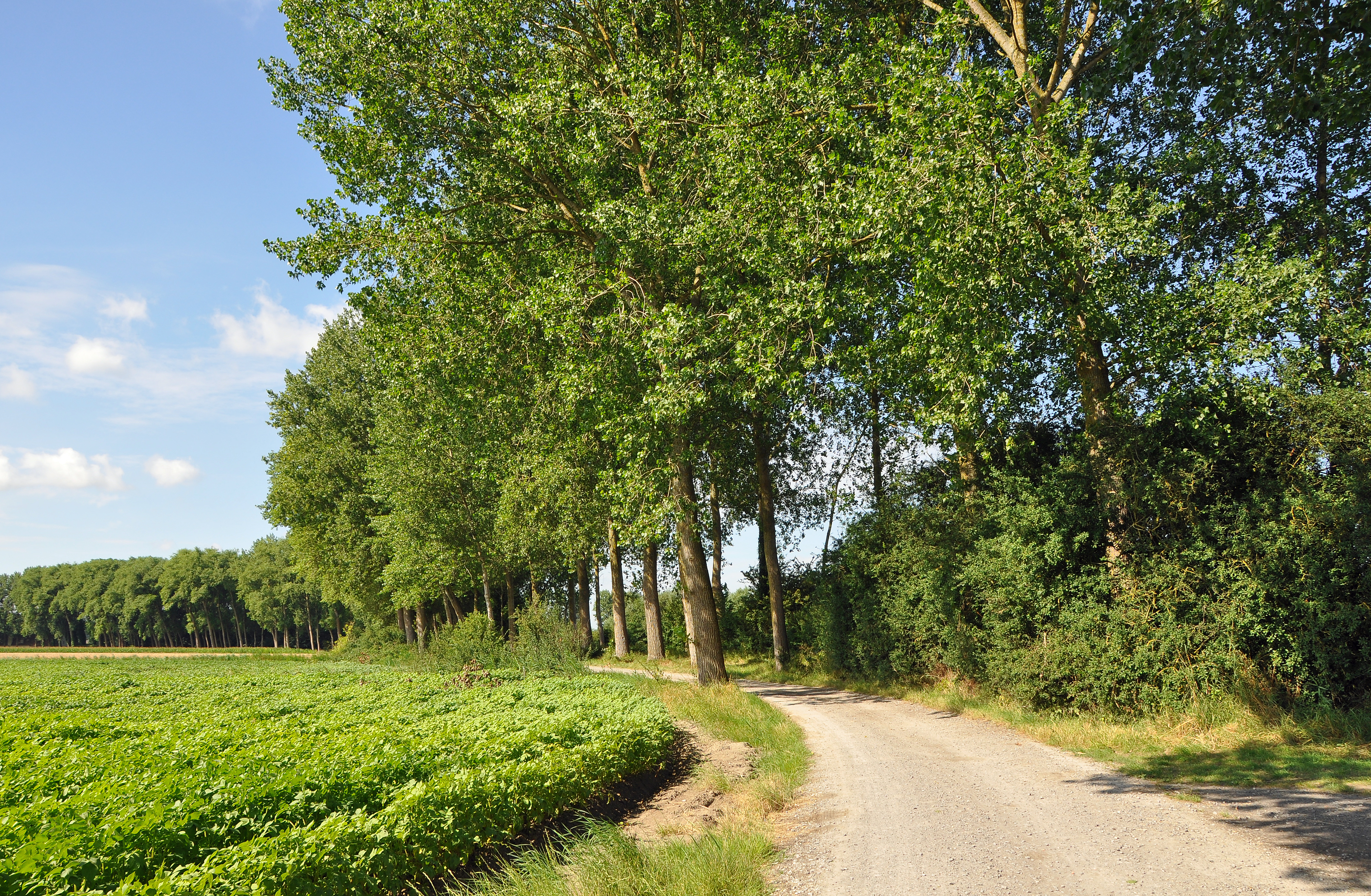
Romboutswerveader

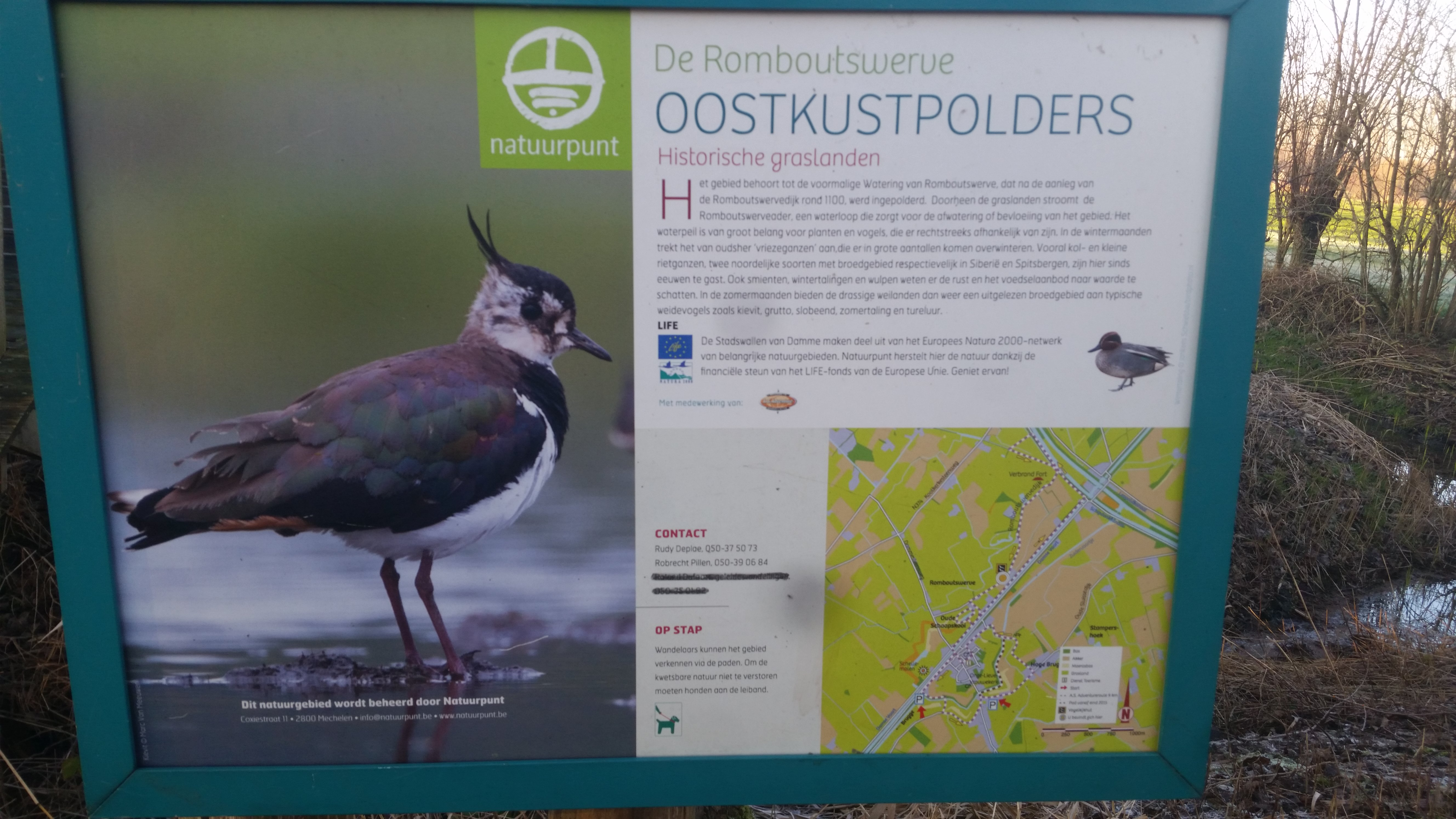
Informatiebord

Romboutswerve is een natuurgebied nabij het West-Vlaamse stadje Damme. Het wordt beheerd door Natuurpunt.
Het reservaat is gelegen ten noordwesten van de Romboutswervedijk en bestaat uit bultig en waterrijk grasland, dat is ontstaan na de inpoldering die omstreeks 1200 plaatsvond. Het bultige karakter is voortgekomen door ongelijke inklinking van de bodem.
Het gebied is waterrijk door de aanwezigheid van de Romboutswerveader en diverse andere afwateringssloten met drassige oevers.
Het 17 ha grote gebied is, vooral in de winter, een pleisterplaats voor vogels als de brandgans, rietgans en grauwe gans. Ook vindt men er weidevogels als de kievit, grutto, slobeend en scholekster, terwijl ook torenvalk, steenuil en bosrietzanger tot de broedvogels behoren.
Het gebied is niet toegankelijk, maar aan de rand ervan ligt een vogelkijkhut die wél toegankelijk is.
Nabijgelegen natuurgebieden zijn het Verbrand Fort en de Stadswallen van Damme.